# Buchenavia fanshawei
Buchenavia fanshawei là một loài thực vật có hoa trong họ Trâm bầu. Loài này được Exell & Maguire mô tả khoa học đầu tiên năm 1948.